# Gloria-Theater (Bad Säckingen)

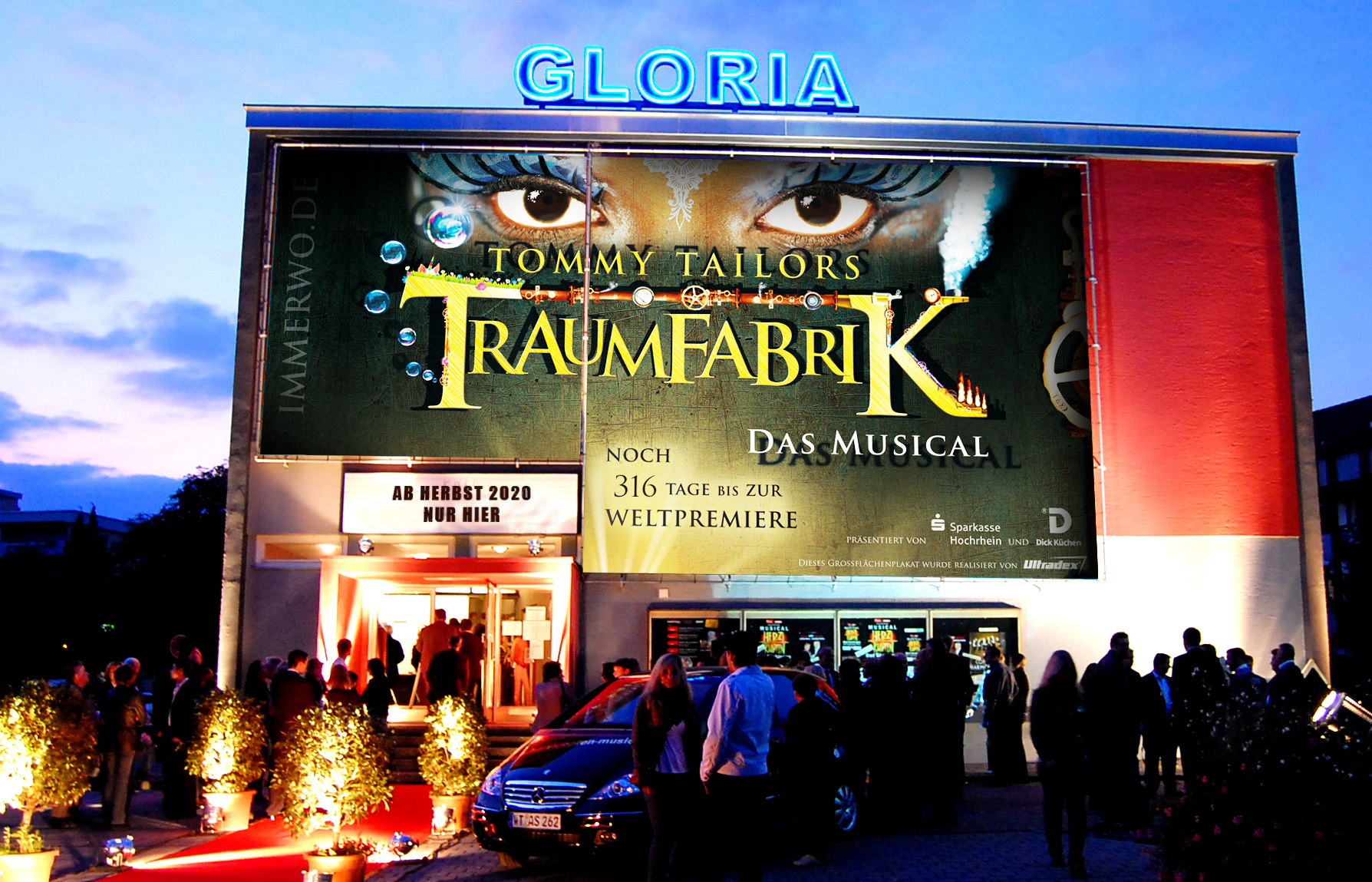
Das Gloria-Theater von außen

Das Gloria-Theater wurde 1959 nach Plänen des Architekten Albert Ruf als Kino in Bad Säckingen erbaut. Seit 2007 wird es nicht mehr als reines Kino, sondern als Musical- und Gastspieltheater betrieben.

## Geschichte
Am 26. November 1959 wurde das Gloria als Lichtspielhaus-Kino-Theater in der Friedrichstraße 21 in Bad Säckingen eröffnet und in den ersten Jahren hauptsächlich als Kino, aber auch als Konzert- und Theaterhaus von der Familie Timmermann aus Geislingen a.S. betrieben. Als erster Film wurde „Heimat – Deine Lieder“ mit Sabine Bethmann und Rudolf Lenz gezeigt. 1965 starb der Betreiber Timmermann und hinterließ seiner Frau einen Schuldenberg. Das Gloria-Theater wurde zwangsversteigert. Neuer Inhaber wurde die Stadt Säckingen. Diese verpachtete es an die Firma Karl Krott Theaterbetrieb. 1973 wurde der Kinobetrieb für ein Jahr eingestellt. Im April des gleichen Jahres startete die Abo-Reihe BZ-Theaterring, die mit sechs Veranstaltungen pro Saison Operetten, Schauspiele und Opern bot. 1974 pachtete die Curt Prinzbach Kinobetriebe GmbH das Haus. Doch die Zuschauerzahlen der 1960er Jahre waren schon lange nicht mehr zu erreichen und die Zeit der Großraumkinos im ländlichen Raum war aus wirtschaftlicher Sicht vorbei. 1982 wurden zum ersten Mal auch Sexfilme ins Spätprogramm aufgenommen, was zu einem regen Schriftverkehr zwischen dem Dekan und dem Bürgermeister der Stadt Bad Säckingen führte.
2005 wurde das Gloria-Theater als typischer Vertreter der Architektur der 1950er Jahre als Denkmal in die Liste der Baudenkmäler aufgenommen. 2006 wurden im Bad Säckinger Gemeinderat Pläne diskutiert, das Gloria-Theater abzureißen.
2007 pachtete die Gloria-Theater GmbH (ehem. Hochrhein-Musicals GmbH & Co. KG) das Theater an der Friedrichstraße und Jochen Frank Schmidt übernahm als Intendant die Leitung. Das Gloria-Theater ist ausgestattet mit moderner Licht- und Tontechnik, einer großen Bühne mit Orchestergraben, aufsteigenden Sitzreihen und einem Balkon.

## Veranstaltungen
Eine Auswahl durchgeführter Veranstaltungen:
Kabarett, Comedy
Emil Steinberger, Johann König, Dieter Hallervorden, Maddin Schneider, Bernd Stelter, Django Asül, Ingo Appelt, Rolf Miller, Eure Mütter, Ausbilder Schmidt, Ingolf Lück, Mundstuhl, Gogol & Mäx, Sissi Perlinger, Markus Maria Profitlich, Martina Schwarzmann, Sybille Bullatschek, Matze Knop, Rüdiger Hoffmann, Luke Mockridge
Konzerte
Manfred Mann’s Earth Band, Barclay James Harvest, Spider Murphy Gang, Fools Garden, Flying Pickets, Ray Wilson und Classic Quartett, Basta, Maybebop, Herrn Stumpfes Zieh & Zupf Kapelle, The Original USA Gospel Singers und Band, Q-Revival-Band
Musicals
Die Lust am Leben, Herzklopfen, Lichterloh, Bikini-Skandal, Aida, Happy Landing – Das Musical
Tanz
El Sonido de mi Tierra – The Great Dance of Argentina, Cinevox Junior Company, The Spirit of Ireland, Danceperados of Ireland
Lesungen
Christoph Maria Herbst, Hellmuth Karasek